# Flussante
Il flussante (in inglese flux) è un prodotto chimico utilizzato per preparare la superficie metallica alla saldatura.
Tutte le superfici metalliche esposte all'aria tendono a creare composti con i gas ivi contenuti e si rivestono di un sottile strato di ossido (passivazione): la sua asportazione è detta depassivazione o decapaggio.
La colofonia additivata con cloruro di zinco è uno dei più comuni flussanti utilizzati.
Il flussante utilizzato in elettronica ha tre funzioni:
1. depassivare le superfici da saldare;
2. proteggere temporaneamente le superfici fino alla saldatura;
3. favorire la bagnatura delle superfici da parte della lega saldante.